# Монастирищенський краєзнавчий музей
Монастирищенський краєзнавчий музей - комунальний заклад у м. Монастирище Уманський район Черкаська область. Адреса. Черкаська область, м. Монастирище, вул. Грушевського, 4, 19101.

## Історія.
Був заснований у 1970 р. у смт. Монастирище (нині місто Монастирище) Черкаська область з ініціативи краєзнавця І. Волошенка (1991 - 2008) та М. Мінаєва. Тоді у музеї було 5 залів, у яких експонувалися 10 експозицій. 
Спочатку музей розмістився  у приміщенні колишнього вузла зв'язку. 
У 1990-х рр. музейний фонд значно поповнили за рахунок музейної кімнати Монастирищенський машино-будівний завод та об’єднання «Райсільгосптехніка». 
У 2005 р. через аварійний стан будівлі переведений у приміщення колишнього дитсадка "Казка". 
У різний час у музеї працювали відділи: 
«Далеке минуле краю», «Східні слов’яни та Київська Русь», «Кріпацтво у краї», «Розвиток ринкових відносин після відміни кріпацтва», «Край в роки воєнної дій 1918–1920 рр.», «1920–1930-і рр.», «Період 2-ї світової війни та німецької окупації», «Післявоєнна відбудова», «Незалежна Україна». 
З 2008 р. музей очолював К. Бульба. 

## Музейна діяльність
Основний вид діяльності - це діяльність із охорони та використання пам'яток історії, будівель та інших пам'яток культури. Серед унікальних експонатів музею – зуби мамонта й артефакти трипільських поселень, знайдені на території району; речі борця, циркового артиста В. Дзюби, уродженця с. Тарнава Монастирищенський район (нині Уманський район)  (палиця, обручка, папаха); колекція спортивних значків О. Златовецького (понад 500 шт.); матеріали про історію архітектурно-ландшафтного комплексу «Садиба Даховських» (с. Леськове). 
У музеї налічується 3800 експонатів. Експозиція розміщена у 7 тематичних залах. 
1. Далеке минуле краю: археологічні знахідки давніх культур, зокрема трипільська культура, кістки мамонта, знахідки пізніших часів аж до часів козацтво.
2. Кріпацтво, реформи у 1860–1870 рр.: тут ви зможете ознайомитися із побутом селян 19 ст., інтер'єром сільської хати, а також, знаряддям для домашнього виробництва полотна із конопель.
3. Район у роки революцій, громадянської війни в Росії та в 1920–1930 рр.: зразки зброї Перша світова війна, предмети тогочасного побуту. Особливістю залу є експозиція присвячена українському богатирю Василю Дзюбі, де представлені його особисті речі. Тема Голодомор 1932–1933 рр. займає окремий стенд.
4. Друга світова війна: участь  місцевих жителів в боротьбі з нацизмом.
5. З історії Монастирищенський машинобудівний завод: експозиція присвячена найбільшому в районі заводу, який дав поштовх розвитку промисловості в районі.
6. Зал №6: експонується колекція спортивних значків, етнографічної та краєзнавчої літератури району.
7. Сучасна історія Монастирищенського району та його видатних уродженців.

## Видавнича діяльність
Музейні працівники видали декілька книг, буклетів, зокрема «Леськівське диво», «Подоський парк», «Храми Монастирищини», «Переможна битва козацького війська Івана Богуна з поляками під Монастирищем 21–22 березня 1653 року», «Із сивої далечини віків», «Районний будинок культури – колишній польський костел початку ХІХ ст.», «Василь Дзюба – перший український богатир», «Вишиванки наших прабабусь», «Маріїні скарби». 
У 2008 р.  І. Волошенко та К. Бульба стали лауреатами Черкаська  обласна краєзнавча премія ім. М. Максимовича за книгу «Освіта Монастирищини: становлення і розвиток» (Монастирище, 2007). Завдяки співпраці з Монастирищенською кіностудією «Промінь» створені відеоролики про поета З. Гончарук, трагедію євреїв «Поперечний яр», «Іван Богун – лицар світу», «Монастирище – давнє і сучасне», «Моє ти місто Монастирище», «Вас вітає Монастирищина», про села Аврамівка, Лукашівка, Зарубинці, смт Цибулів тощо.
Музейні працівники організовують виїзні відеолекторії в навчально-виховних закладах  на теми «Трагедія голодомору 1932–1933 рр.» і «Визволення України від німецько-фашистських загарбників».